# Пьер, Кристоф
Кристоф Луи Ив Жорж Пьер (фр. Christophe Louis Yves Georges Pierre; род. 30 января 1946, Ренн, Франция) — французский кардинал и ватиканский дипломат. Титулярный архиепископ Гунелы с 12 июля 1995 по 30 сентября 2023. Апостольский нунций на Гаити с 12 июля 1995 по 10 мая 1999. Апостольский нунций в Уганде с 10 мая 1999 по 22 марта 2007. Апостольский нунций в Мексике с 22 марта 2007 по 12 апреля 2016. Апостольский нунций в США с 12 апреля 2016. Кардинал-дьякон с титулярной диаконией Сан-Бенедетто-фуори-Порта-Сан-Паоло с 30 сентября 2023.